# União São João EC
Die União São João Esporte Clube, auch bekannt als União São João de Araras, ist ein brasilianischer Fußballklub aus Araras im Bundesstaat São Paulo.

## Geschichte
Gegründet wurde der Klub am 14. Januar 1981 als Sociedade Esportiva e Recreativa Usina São João de Araras. Der Initiator, Hermínio Ometto, wollte den Profifußball in der Stadt wieder beleben, nachdem die Klubs AA Ararense und Comercial FC ihre entsprechenden Aktivitäten eingestellt hatten. Mit dem Namen wurde an eine ehemalige Werkself gleichen Namens einer Zuckermühle des Ortes erinnert. Dessen Klubfarben waren grün für Zuckerrohr und weiß für Zucker, diese wurden auch übernommen. Dieser am 8. Januar 1953 gegründete Verein nahm zwischen 1961 und 1964 an der dritten Liga der Staatsmeisterschaft von São Paulo teil. Zu der Zeit hatte Ometto eine Vereinigung der AA Ararense und des Comercial FC angeregt, welche wegen Rivalitäten aber nicht zustande kam.
Bereits im Jahr seiner Gründung nahm der Klub an dritten Liga der Staatsmeisterschaft teil und im Jahr darauf in der dortigen zweiten Liga. 1987 konnte União diese gewinnen. In den Finalspielen gegen den São José EC am 10. und 15. Dezember konnte man sich mit 2:1 und 1:0 durchsetzen. Damit qualifizierte sich der Verein für die oberste Spielklasse der Staatsmeisterschaft 1988 sowie für die Austragung der Série C 1988. Am 13. Mai 1988 wurde auch das Klubstadion Estádio Doutor Hermínio Ometto, genannt Herminião, nach dreijähriger Bauzeit fertiggestellt. Es wurde nach dem Klubgründer benannt, welcher zwei Jahre zuvor verstarb. In der Série C feierte der Klub im Dezember den Titelgewinn. Die Finalspiele gegen den CE Passense aus Passos endeten 1:1 und 2:2. Aufgrund der höheren Anzahl von Siegen in den Vorrunden wurde União zum Meister erklärt.
Nach Berechnung des FPF erreichte União im Zuge der Austragung der Staatsmeisterschaft 1988 nur den letzten Platz, durfte zwar 1989 noch an der Liga teilnehmen, stand aber schon im Vorwege als Absteiger fest.
Nach seiner Rückkehr in die Série A der Staatsmeisterschaft, gelang dem Klub in dieser 1992 die Qualifikation für den Spielbetrieb an der obersten Liga Brasiliens 1993, in dem Jahr der Campeonato Brasileiro Série A 1993. In dem Jahr erfolgte die Umbenennung in União São João Esporte Clube.
1994 erfolgte die Übernahme durch José Mario Pavan und Iko Martins, wodurch der Verein der Firmenklub Brasiliens wurde. Der Klub erhielt im Zuge der Übernahme sein heutiges Logo. Dieses beinhaltet einen Ara, welcher auch zum Maskottchen wurde. Der Hintergrund hierzu ist der Name des Heimatortes von União. Araras wurde in Anlehnung an den Namen des Flusses, der die Stadt durchquert, und auch aufgrund der großen Anzahl dieser Vögel in der Region gewählt. Zuvor war dieses ein Drache.
Der Verbleib in der ersten Liga konnte bis zur Série A 1995 gesichert werden. Am Ende der Saison musste der Klub als 24. und Letzter absteigen. In der Série B 1996 setzte União als Bester der Finalgruppe durch und erreichte die Rückkehr in die Série A für die Ausgabe 1997. Wieder konnte der Klub am Saisonende den Klassenerhalt nicht sichern. Es reichte nur zum letzten Platz der 26 Mannschaften. Im Herminião schrieb 1997 Rogério Ceni Geschichte, als er am 15. Februar in der Staatsmeisterschaft sein erstes Freistoßtor seiner Karriere erzielte.
Von 1998 bis 2003 spielte der Klub in der Série B. Nach Beendigung der Série B 2003, ging es für die Mannschaft abwärts in die Série C. Nach Abschluss der Série C 2005, musste sich der Klub auch aus dieser Spielklasse verabschieden. In der Folge trat União nur noch in der zweiten Liga der Staatsmeisterschaft an. 2012 erfolgte der Abstieg in die dritte Liga der Staatsmeisterschaft und im Folgejahr die vierte und letzte Liga.
Zur Saison 2015 stellte União aufgrund massiver finanzieller Schwierigkeiten seine Aktivitäten im Profisport ein. Im August 2021 gab der Klub eine Partnerschaft mit der Gemeinde Araras zur Schaffung des Programms „Sport für alle“ bekannt. Diese wird von mehreren Geschäften gesponsert. Zunächst wurde die Rückkehr in die Staatsmeisterschaft für die U15- und U17-Meisterschaft angekündigt. Seit 2022 spielt União wieder in der vierten Liga der Staatsmeisterschaft, welche für U23-Mannschaften ausgerichtet wird.

## Bekannte Spieler
- Borges, mehrfacher nationaler Meister
- Roberto Carlos, Fußball-Weltmeister 2002
- Léo, Sieger FIFA-Konföderationen-Pokal 2005
- João Paulo, Silbermedaille Olympiade 1988
- Pintado, Copa-Libertadores-Sieger

## Erfolge
- Série C: 1988
- Série B: 1996
- Staatsmeisterschaft von São Paulo Zweite Liga: 1987
- Torneio Benedito Teixeira: 1991